# Strtol
strtol (string to long integer) およびstrtoul (string to unsigned long integer) とは、それぞれ引数の文字列をC言語の符号付き長整数型longおよび符号無し長整数型unsigned longに変換する標準Cライブラリの関数である。ヘッダーファイル<stdlib.h>に宣言されている。

## 形式
```
#include
 
<stdlib.h>

long
 
int
 
strtol
(
const
 
char
 
*
nptr
,
 
char
 
**
endptr
,
 
int
 
base
);

unsigned
 
long
 
int
 
strtoul
(
const
 
char
 
*
nptr
,
 
char
 
**
endptr
,
 
int
 
base
);

```

C99以降は以下のようなプロトタイプである。
```
long
 
int
 
strtol
(
const
 
char
 
*
 
restrict
 
nptr
,
 
char
 
**
 
restrict
 
endptr
,
 
int
 
base
);

unsigned
 
long
 
int
 
strtoul
(
const
 
char
 
*
 
restrict
 
nptr
,
 
char
 
**
 
restrict
 
endptr
,
 
int
 
base
);

```

## 機能

### 文字列
第1引数nptrの文字列では、+もしくは-の後に、以下のものを1つ以上続けて書くことができる。
- 0から9の数字
- AからZまたはaからzのアルファベット文字

符号は省略することもできる。
また、第3引数baseで、2から36までの基数を指定することができる。baseが0の場合は、数字またはアルファベット文字部分の先頭で判断する。
- 0xで始まる場合、16進数とみなす。
- 0で始まる場合、8進数とみなす。
- それ以外の場合は、10進数とする。

文字列先頭に空白があった場合は無視される。
第2引数endptrがNULLでない場合、endptrが指しているアドレスに変換終了位置へのポインタが保存される。

### 戻り値
変換が成功した場合は、変換した値を返す。
変換に失敗した場合、0を返す。
正しい値が表現可能な範囲に収まらない場合、strtolはLONG_MINもしくはLONG_MAXを返す。strtoulはULONG_MAXを返す。また、errnoにERANGEが設定される。
シーケンスがマイナス符号-で始まる場合、変換結果は数値部分の絶対値を戻り値の型において符号反転させたものとなる。このため、strtoulは数値部分の絶対値がULONG_MAX以下であれば変換が成功し、シーケンスがマイナス符号で始まる場合はunsigned long型において単項のマイナス演算子-が適用された結果（ラップアラウンドした値）が返却される。

## strtoll/strtoull, strtoimax/strtoumax
C99以降は、以下のような変換関数も規定されている。
```
#include
 
<stdlib.h>

long
 
long
 
int
 
strtoll
(
const
 
char
 
*
 
restrict
 
nptr
,
 
char
 
**
 
restrict
 
endptr
,
 
int
 
base
);

unsigned
 
long
 
long
 
int
 
strtoull
(
const
 
char
 
*
 
restrict
 
nptr
,
 
char
 
**
 
restrict
 
endptr
,
 
int
 
base
);

```

```
#include
 
<inttypes.h>

intmax_t
 
strtoimax
(
const
 
char
 
*
 
restrict
 
nptr
,
 
char
 
**
 
restrict
 
endptr
,
 
int
 
base
);

uintmax_t
 
strtoumax
(
const
 
char
 
*
 
restrict
 
nptr
,
 
char
 
**
 
restrict
 
endptr
,
 
int
 
base
);

```

- strtoll: 戻り値がlong long型で、範囲外の場合にLLONG_MINまたはLLONG_MAXを返す。
- strtoull: 戻り値がunsigned long long型で、範囲外の場合にULLONG_MAXを返す。
- strtoimax: 戻り値がintmax_t型で、範囲外の場合にINTMAX_MINまたはINTMAX_MAXを返す。
- strtoumax: 戻り値がuintmax_t型で、範囲外の場合にUINTMAX_MAXを返す。

long longとunsigned long longは少なくとも64ビットの値を表現できることが規格で保証される。
intmax_tとuintmax_tは<stdint.h>で定義されている型で、それぞれ処理系で表現可能なあらゆる符号付き整数値または符号無し整数値を格納できる型である。

## atoi/atol
類似の機能を持つ標準関数にatoiやatolなどがあるが、こちらはエラーが発生した場合の動作が規定されておらず、strtolなどと比べて堅牢性に欠けるため、atoiやatolを非推奨としているガイドラインもある。